# Nothrus pumilatus
Nothrus pumilatus är en kvalsterart som beskrevs av Golosova och Karppinen 1985. Nothrus pumilatus ingår i släktet Nothrus och familjen Nothridae. Inga underarter finns listade i Catalogue of Life.